# フォーゲルスベルク山地

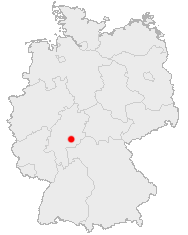
フォーゲルスベルク山地の位置

フォーゲルスベルク山地（フォーゲルスベルクさんち、Vogelsberg）は、ドイツ、ヘッセン州に位置する火山起源の中低山地。

## 位置
フランクフルト・アム・マインの北東約60km北東、アルスフェルト、フルダ、ビュディンゲン、ニッダに囲まれた場所に位置する。北部にはクニュル山地、東部にはレーン山地、南東部にはシュペッサルト山地が位置し、南西部はマイン盆地に連なるヴェッターラウ地方となる。

## 火山
フォーゲルスベルク山地は、1,900万年前に形成された、タウフシュタイン山(Taufenstein, 773m)、ホーヘローズコプフ山(Hoherodskopf, 764m)の2つの高い山に連なる死火山の一群である。第三紀前期に形成され、約1,000万年にわたって活動し、700万年前に活動を休止した。フォーゲルスベルク山地は、ニーダーザクセン州アーデルエプゼンにその痕跡をとどめているヘッセン盆地の火山活動と深い関わりがある。それは直径60km、基底部で2,500km²に及び、現在のエトナ火山のほぼ倍の規模を持っている。
フォーゲルスベルク山地のような溶岩性の高地は、中央ヨーロッパには他にほとんど存在しない。フォーゲルスベルク山地は積み重なった夥しい玄武岩から成っている。それはオーベルヴァルトから高さ774mのリング状で階段状の縁を形成している。フォーゲルスベルク山地は、ドイツで唯一の火山の痕なのである。

## オーベルヴァルト
フォーゲルスベルク連山は、玄武岩の斜面と、高層湿原、原生林から成っている。オーベルヴァルトのみならず、標高600から773mの山地の中心部の台地地帯にまで、散策路が整備されている。

## 山
- タウフシュタイン (Taufstein, 773 m)
- ホーヘローズコプフ (Hoherodskopf, 764 m)
- ジーベン・アホルン (Sieben Ahorn, 753 m)
- ハーヒェンハイナー・ヘーヘ (Herchenhainer Höhe, 733 m)
- グライゼルシュタイン (Geiselstein, 720 m) 岩山
- ネッセルベルク (Nesselberg, 716 m)
- ビルシュタイン (Bilstein, 666 m) 岩山
- ガッカーシュタイン (Gackerstein, 663 m)
- ハウベルク (Hauberg, 619 m)
- ブルクND (Burg ND, 588 m) 岩山
- アルテ・ヘーヘ (Alte Höhe, 536 m)
- ナクスブルク (Naxburg, 553 m)
- ホルスト (Horst, 552 m)
- ヘルベルク (Hellberg, 502 m)

## 水

### 流水面
フォーゲルスベルク山地は多くの川の水源地となっており、ここから様々な方向へ流れ下ってゆく。
- アントレフ川 (Antreff, 32 km)
- ブラハト川 (Bracht)
- フェルダ川 (Felda)
- ギルクバッハ川 (Gilgbach)
- ホルロフ川 (Horloff, 45 km)
- ラウター川 (Lauter)
- リューダー川 (Lüder, 40 km)
- ルムダ川 (Lumda)
- ニッダ川 (Nidda, 98 km)
- ニッダー川 (Nidder, 63 km)
- オーム川 (Ohm, 59 km)
- シュリッツ川 (Schlitz)
- シュヴァルム川 (Schwalm, 97 km)
- ヴェッター川 (Wetter, 68 km)

### 静水面
フォーゲルスベルク山地には、以下の湖や池などがある。
- フォーゲルスベルク湖 (Vogelsberger Seen)
- ニッダシュタウ湖 (Niddastausee)
- ゲデルナー湖 (Gederner See)
- ニーダームーザー湖 (Niedermooser See)
- アントリフト・ダム (Antrifttalsperre)
- オルテンベルク＝リースベルク揚水式水力発電所 (Pumpspeicherwerk Ortenberg-Lißberg)

## 行楽

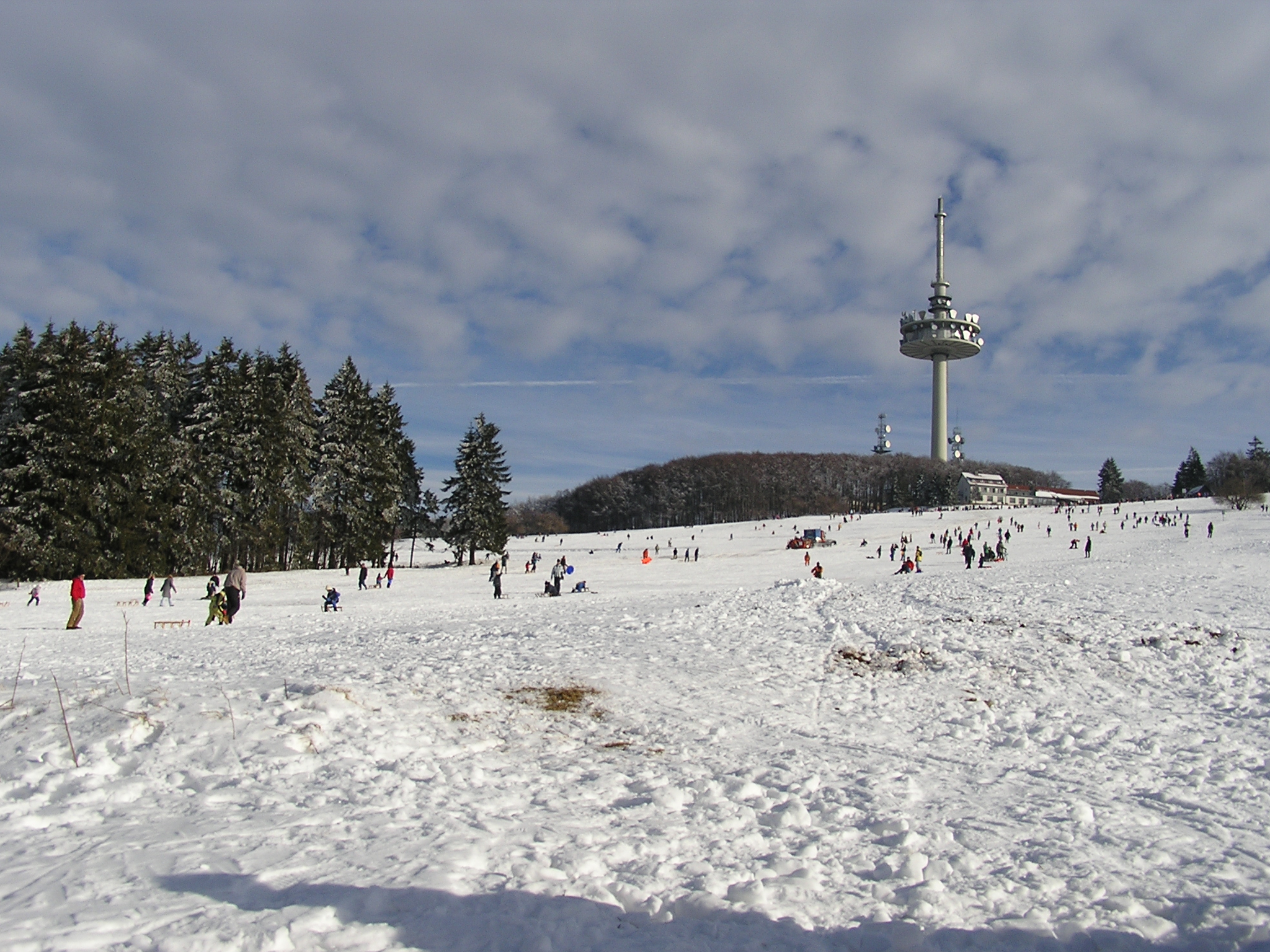
ホーヘローズコプフ

フォーゲルスベルク山地には、ハーヒェンハイマー・ヘーヘ(733m)とホーヘローズコプフ（アルペンスキーと55kmのノルディックスキーコース）にウィンタースポーツ施設が整備されている。
夏期には、登山やサイクリングが楽しめる。多くのサイクリングロード（Vulkanradweg（火山サイクリングロード）やVogelsberger Südbahnradweg（フォーゲルスベルク南路サイクリングロード）など）、が整備されている。さらに週末には、シュトックハイム、ニッダ、ラウバッハ、ミュッケ、シュリッツ／ラウターバッハといった町から山上へ、自転車用トレーラーをつないだバスが運行している。
火山サイクリングロードや南路サイクリングロードや舗装されているのでローラースケートにも良い。この他にもテーマ別のサイクリングロードが、山頂付近のネイチャーフィットネスパーク周辺に整備されており、70kmのマウンテンバイクコースもある。
ホーヘローズコプフには、ホーハー・フォーゲルスベルク自然公園の自然保護情報センターとショッテンの町のツーリスト・インフォメーションがあり、4月初めから10月までとクリスマスから2月まで毎日開館している。ここから8kmの周回散策路が整備されている。自然公園の中の125kmの周回トレッキングコースVulkanring Vogelsbergでは他では得難い体験ができる。Bonifatiuswegは、マインツからフルダまで聖ボニファティウスの葬列を辿る路で、フォーゲルスベルク山地を横断している。

## 水の供給
フォーゲルスベルクからの水は、シュペッサルト山地やヘッセン・リートの水とともに、シュペッサルト山地およびフォーゲルスベルク山地からフランクフルトへの水道施設が完成した1876年以来ライン＝マイン地区で飲み水の供給源となっている。